# Пик МНР
Пик МНР (Монгольской Народной Республики) — потухший вулкан с тремя вершинами высотой 3810 метров (Юго-Западная — 3810, Центральная — 3820, Северо-Восточная — 3830 метров), в горной системе Эльбруса, Центральный Кавказ в Кабардино-Балкарии, Приэльбрусье, ущелье Адыр-Су, перевал ВЦСПС. 

## Альпинизм
Путь начинается от альплагеря «Джантуган» или «Адылсу».

Восхождение по северной стене считается технически сложным:
1950 г.

Класс технически сложных восхождений

1-е место: ….

2-е место: восхождение на центральную вершину пика МНР по северной стене. «Спартак»: Н. Гусак, В. Кизель, Ю. Гильгнер, Д. Симанович.

### Транспорт
Минеральные Воды; оттуда на автобусах — в предгорья Эльбруса.

### Трагедии
При восхождени на Пик МНР 3 сентября 2010 г., при спуске с вершины на дюльфере сорвался и погиб священник Калужской епархии, отец пятерых детей Роман Глыбовский.
20 июля 1958 года передовая связка из двух альпинистов Георгия Крушеля и Игоря Носкова в результате небольшого отклонения от намеченного маршрута при восхождении на пик МНР попала на «живые камни» и сорвалась. Оба альпиниста погибли.